# ديفيد كارنغي
ديفيد كارنغي (بالإنجليزية: David Carnegie)‏ هو عسكري نيوزيلندي، ولد في 7 فبراير 1897 في ليستر في المملكة المتحدة، وتوفي في 3 أغسطس 1964 في سيبسن في المملكة المتحدة.